# Serie A1 1992-1993 (pallavolo maschile)

La festa del Maxicono Parma negli spogliatori del PalaRaschi, al termine di gara-3 della finale play-off contro la Misura Milano, per la vittoria dell'ottavo scudetto della storia parmigiana.

La Serie A1 maschile FIPAV 1992-93 fu la 48ª edizione della manifestazione organizzata dalla FIPAV. La regular season si svolse tra il 20 settembre 1992 e il 21 marzo 1993.

## Regolamento
Le 14 squadre partecipanti disputarono un girone unico con partite di andata e ritorno, cui fecero seguito i play-off scudetto, ai quali presero parte, a partire dagli ottavi, le squadre classificate dal 6º all'11º posto e, a partire dai quarti, le prime cinque in graduatoria al termine della regular season. Le squadre classificate dal 12º al 14º retrocessero in Serie A2.

## Avvenimenti

Il capitano permense Marco Bracci, migliore giocatore del campionato agli Oscar del Volley.

L'inizio del campionato italiano maschile di pallavolo fu fissato per il 20 settembre, con la prima giornata. Il girone d'andata terminò poi il 27 dicembre.
Il girone di ritorno iniziò il 3 gennaio e il 3 e il 4 febbraio, tra la 19ª e la 20ª giornata, fu disputata a Napoli la fase finale di Coppa Italia. La regular season terminò poi domenica 21 marzo.
Il 25 marzo presero il via i play-off per l'assegnazione dello scudetto, che si conclusero il 29 aprile a Milano, con l'affermazione del Maxicono Parma sulla Misura Milano. Retrocessero la Aquater Brescia, la Lazio Pallavolo Roma e la Olio Venturi Spoleto.

## Squadre partecipanti
Le squadre partecipanti furono 14: il Maxicono Parma era campione uscente, mentre la Centro Matic Prato, la Jokey Deroma Schio e la Lazio Pallavolo Roma erano le neopromosse dalla Serie A2.
| Squadra                     | Stagioni in Serie A1 | Allenatore                               | Campo di gioco                         |
| --------------------------- | -------------------- | ---------------------------------------- | -------------------------------------- |
| Alpitour Diesel Cuneo       | 4                    | Philippe Blain                           | Palatenda di Cuneo                     |
| Aquater Brescia             | 2                    | Vladimir Janković,poi Giorgio Riccardi   | Palasport San Filippo di Brescia       |
| Centro Matic Prato          | 1                    | Mario Mattioli                           | Palasport San Paolo di Prato           |
| Charro Esperia Padova       | 17                   | Silvano Prandi                           | PalaBernhardsson di Padova             |
| Gabeca Ecoplant Montichiari | 6                    | Stelio De Rocco                          | PalaGeorge di Montichiari, BS          |
| Il Messaggero Ravenna       | 21                   | Daniele Ricci                            | PalaDeAndrè di Ravenna                 |
| Jockey Deroma Schio         | 1                    | Nerio Zanetti                            | PalaCampagnola di Schio, VI            |
| Lazio Pallavolo Roma        | 4                    | Antonio Beccari                          | Palazzetto dello Sport di Roma         |
| Maxicono Parma              | 46                   | Bebeto de Freitas                        | PalaRaschi di Parma                    |
| Misura Milano               | 16                   | Raúl Lozano                              | Palalido di Milano                     |
| Olio Venturi Spoleto        | 4                    | Massimo Barbolini,poi Giuseppe Cuccarini | PalaRota di Spoleto, PG                |
| Panini Modena               | 25                   | Bernardinho Rezende                      | PalaPanini di Modena                   |
| Sidis Baker Falconara       | 13                   | Marco Paolini                            | PalaBadiali di Falconara Marittima, AN |
| Sisley Treviso              | 5                    | Gian Paolo Montali                       | PalaVerde di Villorba, TV              |

## Torneo

### Regular season

#### Risultati
| Prima giornata, 20 settembre |                  |     |                                   |
|                              |                  |     |                                   |
|                              | Falconara-Parma  | 1-3 | 12-15, 15-8, 13-15, 7-15          |
|                              | Milano-Spoleto   | 3-0 | 15-11, 15-7, 15-4                 |
|                              | Modena-Treviso   | 2-3 | 15-12, 15-12, 12-15, 14-16, 12-15 |
|                              | Padova-Brescia   | 3-2 | 15-12, 13-15, 11-15, 15-8, 15-8   |
|                              | Prato-Cuneo      | 0-3 | 10-15, 7-15, 5-15                 |
|                              | Roma-Montichiari | 0-3 | 11-15, 11-15, 13-15               |
|                              | Schio-Ravenna    | 0-3 | 12-15, 11-15, 10-15               |

| Seconda giornata, 27 settembre |                   |     |                                 |
|                                |                   |     |                                 |
|                                | Brescia-Milano    | 0-3 | 12-15, 7-15, 8-15               |
|                                | Cuneo-Schio       | 3-0 | 15-11, 15-4, 15-12              |
|                                | Montichiari-Prato | 3-2 | 8-15, 6-15, 16-14, 15-8, 15-13  |
|                                | Parma-Roma        | 3-0 | 15-13, 15-7, 15-1               |
|                                | Ravenna-Modena    | 2-3 | 17-16, 8-15, 3-15, 17-16, 13-15 |
|                                | Spoleto-Padova    | 0-3 | 4-15, 10-15, 13-15              |
|                                | Treviso-Falconara | 3-0 | 15-1, 15-12, 15-8               |

| Terza giornata, 4 ottobre |                     |     |                                 |
|                           |                     |     |                                 |
|                           | Milano-Roma         | 3-0 | 16-14, 15-10, 15-6              |
|                           | Modena-Cuneo        | 2-3 | 9-15, 15-8, 15-11, 15-17, 13-15 |
|                           | Montichiari-Spoleto | 3-2 | 15-5, 12-15, 15-10, 7-15, 15-13 |
|                           | Padova-Falconara    | 3-0 | 15-7, 15-9, 15-10               |
|                           | Parma-Brescia       | 3-0 | 15-12, 15-9, 15-11              |
|                           | Prato-Ravenna       | 0-3 | 11-15, 12-15, 12-15             |
|                           | Schio-Treviso       | 0-3 | 14-16, 4-15, 10-15              |

| Quarta giornata, 11 ottobre |                     |     |                           |
|                             |                     |     |                           |
|                             | Brescia-Schio       | 3-1 | 13-15, 15-11, 15-8, 15-12 |
|                             | Falconara-Prato     | 3-0 | 15-12, 15-11, 15-7        |
|                             | Modena-Milano       | 3-1 | 15-8, 7-15, 15-6, 15-2    |
|                             | Ravenna-Montichiari | 3-1 | 15-10, 13-15, 15-9, 15-10 |
|                             | Roma-Cuneo          | 1-3 | 15-3, 13-15, 11-15, 12-15 |
|                             | Spoleto-Parma       | 0-3 | 6-15, 8-15, 6-15          |
|                             | Treviso-Padova      | 3-1 | 15-8, 10-15, 17-15, 15-11 |

| Quinta giornata, 18 ottobre |                   |     |                                  |
|                             |                   |     |                                  |
|                             | Cuneo-Spoleto     | 3-0 | 15-11, 15-8, 15-9                |
|                             | Falconara-Milano  | 0-3 | 8-15, 3-15, 10-15                |
|                             | Montichiari-Schio | 3-2 | 16-17, 7-15, 15-6, 15-12, 15-9   |
|                             | Padova-Modena     | 3-1 | 15-4, 12-15, 15-11, 15-8         |
|                             | Parma-Treviso     | 3-2 | 9-15, 15-10, 11-15, 15-11, 15-10 |
|                             | Prato-Brescia     | 3-2 | 12-15, 15-11, 11-15, 15-12, 15-7 |
|                             | Ravenna-Roma      | 3-1 | 15-3, 15-5, 13-15, 15-2          |

| Sesta giornata, 25 ottobre |                   |     |                                  |
|                            |                   |     |                                  |
|                            | Brescia-Cuneo     | 2-3 | 12-15, 15-10, 11-15, 15-2, 14-16 |
|                            | Milano-Padova     | 3-1 | 12-15, 15-13, 15-6, 15-7         |
|                            | Modena-Falconara  | 3-0 | 15-8, 15-6, 15-7                 |
|                            | Parma-Montichiari | 3-1 | 8-15, 15-7, 15-11, 15-13         |
|                            | Schio-Prato       | 2-3 | 9-15, 15-13, 15-10, 12-15, 11-15 |
|                            | Spoleto-Roma      | 1-3 | 8-15, 15-3, 14-16, 11-15         |
|                            | Treviso-Ravenna   | 3-0 | 15-10, 15-8, 15-4                |

| Settima giornata, 1º novembre |                    |     |                               |
|                               |                    |     |                               |
|                               | Cuneo-Parma        | 1-3 | 15-13, 8-15, 12-15, 12-15     |
|                               | Falconara-Brescia  | 2-3 | 7-15, 8-15, 15-9, 15-5, 11-15 |
|                               | Milano-Ravenna     | 0-3 | 7-15, 8-15, 8-15              |
|                               | Montichiari-Padova | 0-3 | 10-15, 8-15, 10-15            |
|                               | Prato-Modena       | 3-1 | 15-11, 10-15, 16-14, 15-12    |
|                               | Roma-Schio         | 3-1 | 15-13, 14-16, 15-1, 16-14     |
|                               | Spoleto-Treviso    | 1-3 | 15-9, 14-16, 4-15, 10-15      |

| Ottava giornata, 22 novembre |                     |     |                                 |
|                              |                     |     |                                 |
|                              | Cuneo-Milano        | 3-0 | 16-14, 15-12, 15-11             |
|                              | Montichiari-Brescia | 3-1 | 8-15, 15-11, 15-9, 15-9         |
|                              | Padova-Prato        | 3-2 | 15-7, 11-15, 11-15, 15-8, 21-19 |
|                              | Parma-Modena        | 3-0 | 15-10, 17-15, 15-9              |
|                              | Ravenna-Falconara   | 2-3 | 15-8, 12-15, 15-10, 3-15, 11-15 |
|                              | Roma-Treviso        | 1-3 | 10-15, 14-16, 15-13, 12-15      |
|                              | Schio-Spoleto       | 3-0 | 15-10, 15-6, 15-7               |

| Nona giornata, 2 dicembre |                    |     |                                  |
|                           |                    |     |                                  |
|                           | Brescia-Ravenna    | 1-3 | 15-13, 13-15, 4-15, 6-15         |
|                           | Milano-Montichiari | 3-1 | 8-15, 15-5, 15-8, 17-15          |
|                           | Modena-Spoleto     | 2-3 | 15-11, 15-12, 7-15, 14-16, 12-15 |
|                           | Padova-Parma       | 3-0 | 15-4, 15-5, 15-13                |
|                           | Prato-Roma         | 3-0 | 15-12, 15-3, 15-7                |
|                           | Schio-Falconara    | 3-2 | 15-10, 14-16, 9-15, 15-12, 15-8  |
|                           | Treviso-Cuneo      | 3-0 | 15-8, 15-9, 15-4                 |

| Decima giornata, 9 dicembre |                     |     |                            |
|                             |                     |     |                            |
|                             | Brescia-Modena      | 1-3 | 15-12, 5-15, 11-15, 1-15   |
|                             | Falconara-Cuneo     | 0-3 | 8-15, 12-15, 7-15          |
|                             | Milano-Schio        | 3-0 | 15-12, 15-10, 15-8         |
|                             | Montichiari-Treviso | 1-3 | 1-15, 2-15, 15-9, 14-16    |
|                             | Ravenna-Parma       | 3-1 | 16-17, 15-13, 15-12, 15-12 |
|                             | Roma-Padova         | 3-1 | 9-15, 15-5, 15-11, 15-11   |
|                             | Spoleto-Prato       | 3-1 | 11-15, 15-9, 15-4, 15-5    |

| Undicesima giornata, 16 dicembre |                   |     |                                  |
|                                  |                   |     |                                  |
|                                  | Cuneo-Montichiari | 2-3 | 12-15, 15-1, 15-13, 15-17, 12-15 |
|                                  | Falconara-Spoleto | 3-1 | 16-14, 10-15, 17-15, 15-6        |
|                                  | Modena-Roma       | 2-3 | 8-15, 15-13, 13-15, 17-16, 12-15 |
|                                  | Padova-Ravenna    | 1-3 | 6-15, 15-11, 12-15, 5-15         |
|                                  | Parma-Schio       | 3-1 | 10-15, 15-8, 15-9, 15-7          |
|                                  | Prato-Milano      | 1-3 | 10-15, 15-5, 10-15, 3-15         |
|                                  | Treviso-Brescia   | 3-0 | 15-8, 15-9, 15-9                 |

| Dodicesima giornata, 20 dicembre |                    |     |                                   |
|                                  |                    |     |                                   |
|                                  | Cuneo-Ravenna      | 1-3 | 5-15, 15-11, 11-15, 8-15          |
|                                  | Milano-Treviso     | 3-0 | 15-7, 15-6, 16-14                 |
|                                  | Montichiari-Modena | 3-1 | 15-8, 15-9, 13-15, 15-7           |
|                                  | Prato-Parma        | 0-3 | 11-15, 7-15, 10-15                |
|                                  | Roma-Falconara     | 0-3 | 6-15, 3-15, 6-15                  |
|                                  | Schio-Padova       | 3-0 | 15-6, 15-11, 15-10                |
|                                  | Spoleto-Brescia    | 3-2 | 15-11, 10-15, 15-12, 11-15, 15-12 |

| Tredicesima giornata, 27 dicembre |                       |     |                                |
|                                   |                       |     |                                |
|                                   | Brescia-Roma          | 3-0 | 15-11, 15-8, 15-5              |
|                                   | Falconara-Montichiari | 1-3 | 4-15, 15-11, 12-15, 13-15      |
|                                   | Modena-Schio          | 3-1 | 15-8, 15-4, 10-15, 15-5        |
|                                   | Padova-Cuneo          | 2-3 | 15-2, 7-15, 8-15, 15-13, 12-15 |
|                                   | Parma-Milano          | 1-3 | 6-15, 15-7, 7-15, 2-15         |
|                                   | Ravenna-Spoleto       | 3-0 | 15-13, 15-13, 15-12            |
|                                   | Treviso-Prato         | 3-1 | 15-11, 15-13, 4-15, 15-8       |

| Quattordicesima giornata, 3 gennaio |                  |     |                     |
|                                     |                  |     |                     |
|                                     | Brescia-Padova   | 3-0 | 15-6, 15-11, 15-8   |
|                                     | Cuneo-Prato      | 0-3 | 15-17, 13-15, 4-15  |
|                                     | Montichiari-Roma | 3-0 | 15-2, 15-3, 15-11   |
|                                     | Parma-Falconara  | 3-0 | 17-15, 15-9, 15-8   |
|                                     | Ravenna-Schio    | 3-0 | 15-7, 15-11, 15-7   |
|                                     | Spoleto-Milano   | 0-3 | 10-15, 11-15, 12-15 |
|                                     | Treviso-Modena   | 3-0 | 15-6, 15-11, 15-8   |

| Quindicesima giornata, 6 gennaio |                   |     |                                  |
|                                  |                   |     |                                  |
|                                  | Falconara-Treviso | 0-3 | 8-15, 15-17, 10-15               |
|                                  | Milano-Brescia    | 3-0 | 15-10, 15-13, 15-13              |
|                                  | Modena-Ravenna    | 1-3 | 13-15, 15-9, 13-15, 11-15        |
|                                  | Padova-Spoleto    | 3-1 | 16-17, 15-9, 17-15, 15-8         |
|                                  | Prato-Montichiari | 3-2 | 15-12, 14-16, 11-15, 15-4, 15-12 |
|                                  | Roma-Parma        | 0-3 | 5-15, 8-15, 13-15                |
|                                  | Schio-Cuneo       | 1-3 | 13-15, 6-15, 16-14, 11-15        |

| Sedicesima giornata, 10 gennaio |                     |     |                                 |
|                                 |                     |     |                                 |
|                                 | Brescia-Parma       | 1-3 | 12-15, 6-15, 15-8, 13-15        |
|                                 | Cuneo-Modena        | 0-3 | 12-15, 8-15, 13-15              |
|                                 | Falconara-Padova    | 3-1 | 15-13, 15-10, 11-15, 15-13      |
|                                 | Ravenna-Prato       | 3-1 | 15-12, 9-15, 17-16, 16-14       |
|                                 | Roma-Milano         | 0-3 | 2-15, 7-15, 13-15               |
|                                 | Spoleto-Montichiari | 2-3 | 3-15, 15-9, 8-15, 15-8, 13-15   |
|                                 | Treviso-Schio       | 3-2 | 15-10, 12-15, 13-15, 15-8, 15-7 |

| Diciassettesima giornata, 17 gennaio |                     |     |                                  |
|                                      |                     |     |                                  |
|                                      | Cuneo-Roma          | 3-2 | 15-9, 15-17, 6-15, 15-6, 15-9    |
|                                      | Milano-Modena       | 3-0 | 15-10, 15-13, 15-6               |
|                                      | Montichiari-Ravenna | 3-2 | 15-11, 14-16, 15-6, 14-16, 15-8  |
|                                      | Padova-Treviso      | 2-3 | 13-15, 15-13, 15-7, 14-16, 14-16 |
|                                      | Parma-Spoleto       | 3-0 | 15-4, 15-12, 15-2                |
|                                      | Prato-Falconara     | 3-2 | 16-14, 15-6, 12-15, 15-17, 15-10 |
|                                      | Schio-Brescia       | 3-0 | 15-12, 15-8, 15-5                |

| Diciottesima giornata, 24 gennaio |                   |     |                            |
|                                   |                   |     |                            |
|                                   | Brescia-Prato     | 1-3 | 13-15, 17-15, 12-15, 3-15  |
|                                   | Milano-Falconara  | 3-0 | 15-12, 15-10, 15-6         |
|                                   | Modena-Padova     | 3-0 | 15-10, 15-9, 17-16         |
|                                   | Roma-Ravenna      | 1-3 | 6-15, 15-12, 5-15, 10-15   |
|                                   | Schio-Montichiari | 3-0 | 15-6, 15-11, 15-12         |
|                                   | Spoleto-Cuneo     | 1-3 | 12-15, 15-13, 14-16, 13-15 |
|                                   | Treviso-Parma     | 1-3 | 11-15, 15-7, 13-15, 5-15   |

| Diciannovesima giornata, 31 gennaio |                   |     |                                |
|                                     |                   |     |                                |
|                                     | Cuneo-Brescia     | 3-0 | 15-10, 15-13, 15-6             |
|                                     | Falconara-Modena  | 3-2 | 15-10, 9-15, 9-15, 15-7, 15-13 |
|                                     | Montichiari-Parma | 0-3 | 10-15, 11-15, 14-16            |
|                                     | Padova-Milano     | 1-3 | 11-15, 16-14, 10-15, 13-15     |
|                                     | Prato-Schio       | 3-0 | 15-12, 15-3, 15-10             |
|                                     | Ravenna-Treviso   | 3-0 | 15-10, 17-15, 15-7             |
|                                     | Roma-Spoleto      | 1-3 | 15-10, 11-15, 12-15, 12-15     |

| Ventesima giornata, 7 febbraio |                    |     |                          |
|                                |                    |     |                          |
|                                | Brescia-Falconara  | 0-3 | 12-15, 12-15, 8-15       |
|                                | Modena-Prato       | 3-1 | 15-9, 11-15, 15-11, 15-7 |
|                                | Padova-Montichiari | 3-0 | 15-10, 15-10, 15-13      |
|                                | Parma-Cuneo        | 3-0 | 15-12, 15-8, 15-10       |
|                                | Ravenna-Milano     | 3-1 | 3-15, 15-9, 17-16, 15-11 |
|                                | Schio-Roma         | 3-1 | 15-12, 15-4, 7-15, 15-13 |
|                                | Treviso-Spoleto    | 3-0 | 15-4, 15-7, 15-7         |

| Ventunesima giornata, 17 febbraio |                     |     |                                   |
|                                   |                     |     |                                   |
|                                   | Brescia-Montichiari | 2-3 | 15-8, 11-15, 13-15, 15-12, 13-15  |
|                                   | Falconara-Ravenna   | 3-1 | 10-15, 15-13, 16-14, 17-15        |
|                                   | Milano-Cuneo        | 3-0 | 15-9, 15-12, 15-9                 |
|                                   | Modena-Parma        | 1-3 | 6-15, 15-13, 5-15, 12-15          |
|                                   | Prato-Padova        | 1-3 | 15-5, 11-15, 13-15, 11-15         |
|                                   | Spoleto-Schio       | 3-2 | 15-10, 15-11, 14-16, 10-15, 18-16 |
|                                   | Treviso-Roma        | 3-2 | 10-15, 15-5, 15-4, 10-15, 15-11   |

| Ventiduesima giornata, 21 febbraio |                    |     |                                  |
|                                    |                    |     |                                  |
|                                    | Cuneo-Treviso      | 2-3 | 10-15, 15-10, 15-7, 10-15, 10-15 |
|                                    | Falconara-Schio    | 3-0 | 15-13, 15-7, 15-4                |
|                                    | Montichiari-Milano | 1-3 | 14-16, 15-11, 7-15, 9-15         |
|                                    | Parma-Padova       | 3-1 | 15-9, 17-15, 8-15, 15-11         |
|                                    | Ravenna-Brescia    | 3-0 | 15-13, 15-11, 15-10              |
|                                    | Roma-Prato         | 0-3 | 10-15, 13-15, 9-15               |
|                                    | Spoleto-Modena     | 0-3 | 9-15, 10-15, 7-15                |

| Ventitreesima giornata, 28 febbraio |                     |     |                                |
|                                     |                     |     |                                |
|                                     | Cuneo-Falconara     | 1-3 | 15-17, 15-10, 14-16, 13-15     |
|                                     | Modena-Brescia      | 3-0 | 15-6, 15-9, 15-12              |
|                                     | Padova-Roma         | 3-1 | 15-10, 15-9, 13-15, 15-7       |
|                                     | Parma-Ravenna       | 3-1 | 15-2, 7-15, 16-14, 15-11       |
|                                     | Prato-Spoleto       | 3-1 | 15-7, 6-15, 15-5, 15-9         |
|                                     | Schio-Milano        | 2-3 | 12-15, 15-4, 15-6, 12-15, 4-15 |
|                                     | Treviso-Montichiari | 3-1 | 8-15, 15-8, 15-13, 15-8        |

| Ventiquattresima giornata, 7 marzo |                   |     |                                 |
|                                    |                   |     |                                 |
|                                    | Brescia-Treviso   | 1-3 | 9-15, 11-15, 15-3, 6-15         |
|                                    | Milano-Prato      | 3-2 | 15-8, 13-15, 10-15, 15-12, 15-8 |
|                                    | Montichiari-Cuneo | 3-0 | 15-10, 15-8, 15-8               |
|                                    | Ravenna-Padova    | 3-1 | 15-5, 13-15, 15-6, 15-12        |
|                                    | Roma-Modena       | 3-2 | 16-14, 15-7, 7-15, 16-17, 16-14 |
|                                    | Schio-Parma       | 2-3 | 7-15, 15-13, 8-15, 15-9, 12-15  |
|                                    | Spoleto-Falconara | 1-3 | 4-15, 7-15, 15-8, 8-15          |

| Venticinquesima giornata, 16 marzo |                    |     |                                |
|                                    |                    |     |                                |
|                                    | Brescia-Spoleto    | 3-0 | 15-10, 15-12, 15-9             |
|                                    | Falconara-Roma     | 3-1 | 16-17, 15-7, 15-11, 15-7       |
|                                    | Modena-Montichiari | 2-3 | 10-15, 7-15, 15-8, 15-8, 13-15 |
|                                    | Padova-Schio       | 3-1 | 15-13, 7-15, 15-8, 15-11       |
|                                    | Parma-Prato        | 3-1 | 12-15, 15-4, 15-3, 15-3        |
|                                    | Ravenna-Cuneo      | 3-0 | 15-12, 15-13, 15-10            |
|                                    | Treviso-Milano     | 3-1 | 12-15, 15-10, 15-7, 15-11      |

| Ventiseiesima giornata, 21 marzo |                       |     |                                  |
|                                  |                       |     |                                  |
|                                  | Cuneo-Padova          | 2-3 | 15-10, 1-15, 11-15, 15-12, 6-15  |
|                                  | Milano-Parma          | 3-0 | 15-9, 15-4, 15-13                |
|                                  | Montichiari-Falconara | 3-0 | 15-8, 15-7, 15-12                |
|                                  | Prato-Treviso         | 2-3 | 12-15, 15-8, 15-10, 2-15, 16-18  |
|                                  | Roma-Brescia          | 3-0 | 15-10, 15-7, 15-13               |
|                                  | Schio-Modena          | 3-0 | 17-16, 17-15, 15-13              |
|                                  | Spoleto-Ravenna       | 2-3 | 15-13, 12-15, 9-15, 10-15, 18-20 |

#### Classifica
| Pos. | Squadra        | Pt | G  | V  | P  | SV | SP | Ratio | PF    | PS    | Ratio |
| ---- | -------------- | -- | -- | -- | -- | -- | -- | ----- | ----- | ----- | ----- |
| 1.   | Parma          | 44 | 26 | 22 | 4  | 68 | 26 | 2,615 | 1 266 | 1 021 | 1,239 |
| 2.   | Treviso        | 44 | 26 | 22 | 4  | 69 | 32 | 2,156 | 1 360 | 1 118 | 1,216 |
| 3.   | Gonzaga Milano | 42 | 26 | 21 | 5  | 66 | 25 | 2,640 | 1 225 | 974   | 1,257 |
| 4.   | Porto Ravenna  | 40 | 26 | 20 | 6  | 68 | 31 | 2,193 | 1 349 | 1 166 | 1,156 |
| 5.   | Gabeca         | 30 | 26 | 15 | 11 | 53 | 52 | 1,019 | 1 299 | 1 312 | 0,990 |
| 6.   | Petrarca       | 28 | 26 | 14 | 12 | 54 | 47 | 1,148 | 1 308 | 1 236 | 1,058 |
| 7.   | Cuneo          | 26 | 26 | 13 | 13 | 48 | 50 | 0,960 | 1 214 | 1 247 | 0,973 |
| 8.   | Falconara      | 24 | 26 | 12 | 14 | 44 | 52 | 0,846 | 1 156 | 1 226 | 0,942 |
| 9.   | Prato          | 22 | 26 | 11 | 15 | 48 | 56 | 0,857 | 1 282 | 1 309 | 0,979 |
| 10.  | Panini         | 20 | 26 | 10 | 16 | 49 | 54 | 0,907 | 1 325 | 1 279 | 1,035 |
| 11.  | Schio          | 14 | 26 | 7  | 19 | 39 | 60 | 0,650 | 1 154 | 1 308 | 0,882 |
| 12.  | Lazio          | 12 | 26 | 6  | 20 | 30 | 67 | 0,447 | 1 051 | 1 326 | 0,792 |
| 13.  | Marconi        | 10 | 26 | 5  | 21 | 28 | 71 | 0,394 | 1 098 | 1 360 | 0,807 |
| 14.  | Brescia        | 8  | 26 | 4  | 22 | 28 | 69 | 0,405 | 1 102 | 1 307 | 0,843 |

      Qualificata ai quarti di finale play-off scudetto.
      Qualificata agli ottavi di finale play-off scudetto.
      Retrocessa in Serie A2.